# Damaeus oritizi
Damaeus oritizi är en kvalsterart som beskrevs av Pérez-Íñigo 1995. Damaeus oritizi ingår i släktet Damaeus och familjen Damaeidae. Inga underarter finns listade i Catalogue of Life.